# 6e cérémonie des International Indian Film Academy Awards
La 6e cérémonie des International Indian Film Academy Awards s'est déroulée en 2005, et a récompensé les performances des artistes du cinéma indien.

## Palmarès

### Récompenses populaires
| Catégorie                               | Lauréat                                         |
| --------------------------------------- | ----------------------------------------------- |
| Meilleur film                           | Veer-Zaara de Yash Chopra                       |
| Meilleur réalisateur                    | Yash Chopra (Veer-Zaara)                        |
| Meilleur acteur                         | Shahrukh Khan (Veer-Zaara)                      |
| Meilleure actrice                       | Rani Mukherjee (Hum Tum)                        |
| Meilleur acteur dans un second rôle     | Abhishek Bachchan (Yuva)                        |
| Meilleure actrice dans un second rôle   | Rani Mukherjee (Veer-Zaara)                     |
| Meilleur acteur dans un rôle de méchant | John Abraham (Dhoom)                            |
| Meilleur acteur dans un rôle comique    | Akshay Kumar (Mujhse Shaadi Karogi)             |
| Meilleur compositeur                    | Madan Mohan (Veer-Zaara)                        |
| Meilleur parolier                       | Sayeed Quadri (Murder) et Javed Akhtar (Swades) |
| Meilleur chanteur de playback           | Kunal Ganjawala (Murder)                        |
| Meilleure chanteuse de playback         | Sunidhi Chauhan (Dhoom)                         |

### Récompenses spéciales
- Contribution exceptionnelle indienne au cinéma international : Shabana Azmi
- Contribution exceptionnelle au cinéma indien : V.K. Murthy
- Meilleur début : Ayesha Takia
- Meilleur début (réalisateur) : Farah Khan

### Récompenses techniques
| Catégorie                          | Lauréat                                                |
| ---------------------------------- | ------------------------------------------------------ |
| Meilleure direction artistique     | Sharmista Roy (Black)                                  |
| Meilleure photographie             | Asim Bajaj (Chameli)                                   |
| Meilleur montage                   | Hussain Burmawala (Aitraaz)                            |
| Meilleure chorégraphie             | Farah Khan (Mujhse Shaadi Karogi)                      |
| Meilleure histoire                 | Aditya Chopra (Veer-Zaara)                             |
| Meilleur scénario                  | Abbas Tyrewala et Vishal Bhardwaj (Maqbool)            |
| Meilleurs dialogues                | Vishal Bhardwaj (Maqbool)                              |
| Meilleure musique d'accompagnement | Salim Suleman (Mujhse Shaadi Karogi)                   |
| Meilleurs costumes                 | Vikram Phadnis (Mujhse Shaadi Karogi)                  |
| Meilleur maquillage                | Anil Pimpriker (Veer-Zaara)                            |
| Meilleur son (film)                | Rakesh Rajan (Aitraaz)                                 |
| Meilleur son (chanson)             | Satish Gupta (Murder)                                  |
| Meilleur doublage                  | Anup Dev (Aitraaz)                                     |
| Meilleurs effets spéciaux          | Rajtaru Video Sonic & Eagle Video Films (Main Hoon Na) |
| Meilleures cascades                | Alan Amin (Dhoom)                                      |